# 酢香手姫皇女
酢香手姫 皇女（すかてひめ の ひめみこ、生薨年未詳）は、飛鳥時代の皇女である。『法王帝説』にも須加氐古女王（すかてこのひめみこ）とあるが、『古事記』は須賀志呂古郎女（すがしろこのいらつめ）と書く。用明天皇の皇女で、母は当麻倉首日呂（たぎまのくらのおびと ひろ）の女、飯女之子（いひめのこ）とも（『古事記』。『帝説』は葛城当麻倉首比里古（かづらきのたぎまのくらのおびと ひろこ）の女、伊比古郎女（いひこのいらつめ）と書く）、葛城直磐村（かづらきのあたひ いはむら）の娘、広子（ひろこ）とも言われ（『日本書紀』）、同母兄に当麻皇子がいる。ちなみに聖徳太子は異母兄に当たる。

## 生涯
『書紀』用明天皇紀によると、用明天皇が敏達天皇14年（585年）9月5日（新暦10月3日）に日本国の第31代天皇に即位すると、斎宮として伊勢神宮に遣わされた。なお『書紀』の分注には、用明天皇の崩御後も引き続き斎宮を務め、推古天皇の時に退下して葛城の地で薨じたと伝え、また「或本云」として、斎宮を務めた期間は37年間であるとも伝える。後者に従えば、斎王退下は推古天皇29年（621年）、もしくは30年（622年）となる。

## 系譜
- 父:用明天皇
- 母:飯女之子（当麻倉首日呂の女）・または広子（葛城直磐村の女）
- 同母兄:当麻皇子
- 伯叔父:敏達天皇・崇峻天皇
- 叔母:推古天皇